# شهرستان بلاگووارسکی
شهرستان بلاگووارسکی (به لاتین: Blagovarsky District) یک شهرستان در روسیه است که در باشقیرستان واقع شده‌است.